# Европейский исследовательский совет
Европейский исследовательский совет (англ. European Research Council, ERC) — первая общеевропейская организация, призванная стимулировать развитие научно-исследовательской деятельности в Европейском союзе. Совет являлся частью Седьмой исследовательской рамочной программы и стал частью Восьмой.
Решение о её формальном основании было принято 18 декабря 2006 года на заседании Совета министров ЕС. Учреждению Совета предшествовали длительные дискуссии в научных и политических кругах ЕС, в течение которых было отмечено в необходимости создания общеевропейского учреждения, призванного координировать поддержку науки на всей территории ЕС.
Организация управляется Научным советом, состоящим из 22 ведущих европейских учёных и определяющим её стратегию. Первым президентом Совета был греческий биолог Фотис Кафатос, с 2010 года — почётный президент Совета. Действующий президент — австрийский социолог Хельга Новотны.
В течение семи лет бюджет Европейского исследовательского совета, направленный на поддержку европейской науки, составил 7,5 миллиарда евро.